# Glad He's Gone
«Glad He's Gone» es una canción de la cantautora sueca Tove Lo que fue lanzada como primer sencillo de su cuarto disco de estudio, Sunshine Kitty, el 31 de mayo de 2019.

## Composición y lanzamiento
El 28 de mayo de 2019, Tove Lo subió un adelanto a su cuenta de Instagram, donde mostraba un gato amarillo llamado Sunshine Kitty bailando al ritmo de una nueva canción. La canción se puso simultáneamente a disposición para reserva de compra, junto con la posibilidad de convertirse en miembro del "Sunshine Kitty Club".
Musicalmente, es una canción de corte electropop, con una línea principal de una guitarra acústica. También contiene un "ritmo de rap discreto con producción pop". Paige Sims, escribiendo para Earmilk, la reseñó como una "canción más despojada" del cantante, mientras que Idolator dijo de ella que era más "amigable para la radio" que los lanzamientos anteriores de la cantante sueca. Sobre la canción, Lo declaró que es "la charla obligatoria que le das a tu amiga cuando está pasando por una ruptura. Le estás recordando que es tu compañera en el crimen y mostrando un apoyo incondicional [...] Estoy contando una historia real que creo que las chicas necesitan escuchar. Quieres saber que tus amigas están ahí para ti durante una ruptura. Se trata de toda la diversión que puedes tener después de la angustia".

## Recepción de la crítica
Mike Wass, de Idolator, se alegró del lanzamiento, destacando una fuerza vocal "con un coro asesino" y "más amigable con la radio" que los sencillos destapados del disco Lady Wood. Llamó a la canción "feo bop" y "el equivalente musical de una charla animada". El crítico Kirsten Spruch, para Billboard, opinaba que era "inteligente y lleno de sabiduría, pero no pone en peligro el lirismo lengua en la mejilla que hace Tove tan amable".
Para Claire Shaffer, de Rolling Stone, la canción iba "sobre el poder de la amistad, ya que se trata de decirle a un hombre mediocre a salir a la carretera", y la describió como "una pista kiss-off". Otra crítica, Nina Corcoran de Consequence of Sound expuso que era "una canción de ruptura segura de sí misma".

## Posición en listas
| Listas (2019)              | Posición más alta |
| -------------------------- | ----------------- |
| Nueva Zelanda (RMNZ)       | 19                |
| Suecia (Sverigetopplistan) | 38                |